# Puilauron-la-Vinouse
Puilauron-la-Vinouse est une ancienne commune de Tarn-et-Garonne. Créée en 1790, elle fut supprimée en 1810 et partagée entre les communes de Varennes et de Verlhac-Tescou.

## Histoire
La paroisse de la Vinouse est mentionnée dès le XIIIe siècle. De la fin du Moyen Âge à l'Époque moderne, elle appartint à la seigneurie du Bourguet. Au cours de l'Époque moderne, elle a été une annexe de Montdurausse. Au XVIIIe siècle, l'église a été rattachée à la paroisse de Verlhac-Tescou. Aujourd'hui, il n'y a plus de service régulier à la Vinouse.
En 1806, la commune comptait 272 habitants.

## Patrimoine
Notre-Dame-de-l'Assomption de la Vinouse est une des rares églises du département, bâtie en terre massive et en adobe, et un très rare exemple régional et national encore conservé. D'après la bibliographie, l'église semble avoir été en partie reconstruite à la fin du XVIIe siècle. L’église de la Vinouse a reçu en 2011 le label européen « Architecture européenne de terre remarquable » créé dans le cadre du projet «Terra Incognita», et grâce au soutien du Pays Midi-Quercy. Créée en 2013, l’association HIAUDE a entrepris et mené à bien la restauration complète de ce bâtiment avec l’aide de la municipalité, de la région Occitanie, du programme européen Leader avec l’appui du Pays Midi-Quercy.